# Олонга (приток Шуи)
Олонга (Оленга, Оланга) — река в России, протекает по территории Беломорского района Республики Карелия.

## Общие сведения
Длина реки составляет 39 км, площадь водосборного бассейна — 258 км². Впадает в реку Шую в 14 км от её устья по левому берегу.

## Данные водного реестра
По данным государственного водного реестра России относится к Баренцево-Беломорскому бассейновому округу, водохозяйственный участок реки — реки бассейна Онежской губы от южной границы бассейна реки Кемь до западной границы бассейна реки Унежма, без реки Нижний Выг. Речной бассейн реки — бассейны рек Кольского полуострова и Карелии, впадающих в Белое море.
Код объекта в государственном водном реестре — 02020001412102000004890.